# متیل متا آکریلات
متیل متا آکریلات (به انگلیسی: Methyl methacrylate) یک ترکیب شیمیایی است. شکل ظاهری این ترکیب، مایع بی‌رنگ است.